# Dickies Arena
Die Dickies Arena ist eine Mehrzweckhalle auf dem Gelände des Will Rogers Memorial Center in der US-amerikanischen Stadt Fort Worth im Bundesstaat Texas. Sie bietet maximal 14.000 Plätze. Der Namenssponsor ist die Williamson-Dickie Manufacturing Company, ein Hersteller von Textilien, Schuhen und Accessoires für Schule und Beruf mit Sitz in Fort Worth.

## Geschichte
Die Arena wurde vom Architekten David M. Schwarz entworfen und für 540 Mio. US-Dollar errichtet. Die Grundsteinlegung fand im Jahr 2015 statt. Am 8. November 2019 wurde die Halle eröffnet. Die Halle ist Heimatspielort der Panther City Lacrosse Club (National Lacrosse League) sowie Austragungsort des Fort Worth Stock Show and Rodeo. Neben Sportveranstaltungen wird die Halle für Konzerte genutzt. So traten Künstler wie Twenty One Pilots, SuperM, The Black Keys, MercyMe, George Strait, Pete Aguilar, Alan Jackson, James Taylor, Steely Dan, Rod Stewart, Eric Clapton, Michael Bublé, Kiss, The Weeknd, David Lee Roth, Cheap Trick, Steve Winwood und Jackson Browne auf.